# Sarreinsming
Sarreinsming település Franciaországban, Moselle megyében. Lakosainak száma 1206 fő (2022. január 1.). Sarreinsming Blies-Ébersing, Neufgrange, Rémelfing, Sarreguemines, Wiesviller és Zetting községekkel határos.

## Népesség
A település népessége az elmúlt években az alábbi módon változott:
| Lakosok száma | 1159 | 1182 | 1166 | 1303 | 1293 | 1284 | 1268 | 1262 | 1261 | 1206 |
|               | 1968 | 1982 | 1990 | 2006 | 2013 | 2015 | 2017 | 2019 | 2020 | 2022 |